# 漢文訓讀
漢文訓讀（日语：訓読（くんどく）、漢文訓読、読み下し、訓み下し），是因為漢語跟日語文法不同，故當時的日本人以古典日語的方式標注解讀漢語文言文的一系列方法。

## 概要
古代的時候日本假名的書寫方法還沒流行，當時手中的資料都是全部先用漢字的方式進行記錄或引進的文言文文獻，因此之後日文母語者就需要進行翻譯解讀，如果用訓讀符號標記的方法，就被統稱為「乎古止點」，現代則是以雁點和返點，文體上還可做訓讀體，將文言文調整成日語語序，並添加助字或對漢字進行再讀，使之符合古典日語的規範，這種文件就便於理解了。
乎古止點、返點、送假名、振假名等各種訓讀漢文的標點，統稱「訓點」。這種特殊方法的來源在於漢語和日語本質上是兩種截然不同的語言，不論是從語法、讀音抑或是固有詞等等都迥然不同。傳統上，訓讀漢文以不帶濁點的片假名和舊漢字來直排書寫，且採用舊假名遣的拼寫規則。為便於閱讀，本條目會附上以新漢字、新假名遣和帶濁點的平假名來橫排書寫的各種現代訓讀。

## 標點
乎古止點
在漢字的周圍或中心以點、短線或斜線標註，以表示該位置的助詞、助動詞，或區分音節以輔助訓讀。用法依流派不同而相異，據考有逾百種。
雁點
用於兩字之間，先讀雁點後的字，再返回讀雁點前的字，須先於返點使用。如讀作。讀作。
返點
表示短語的重組順序，一般標於字的左下。為進行複雜的語序重組，有分不同優先等級的各種返點，按其施用的優先順序，由先至後，依序如下：
- 天地人点

按天、地、人的順序重組短語的閱讀順序。
- 甲乙丙点

按甲乙丙……，也就是天干的順序重組短語的閱讀順序。
- 上（中）下點

按上、中、下的順序重組短語的閱讀順序。但需指定三個以上的返點的位置時，因為標記數量不足所以會略過上中下點而直接使用甲乙丙點（天干共十個，故最多可用至十個）。
- 一二（三）點

按加一、二、（三）等的順序重組其短語範圍。
短語以返點為界線來劃分；同樣優先順序的返點中，最靠前的那一個，它的短語就是其下標的字；剩下的短語，從上個同類返點為起始，到下個同類返點所下標的字為止。同類返點中的最後一個，它後面的語詞不列入重組的範圍。
優先順序低的返點一定要落在優先順序高的返點的短語內，所以不同優先順序返點的短語不能相交，也不能並列。

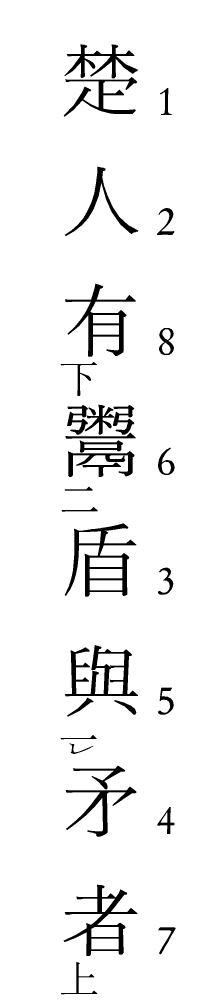
文字左下角之「レ」「一」「上」等為返回符號。右下角的阿拉伯數字為閱讀順

範例：
原始漢文：楚人有鬻盾與矛者（《韓非子》）
| (1)雁點 | (1)雁點 | (2)上下點 | (2)上下點 | (3)一二點 | (3)一二點 |
| 更動前  | 更動後  | 更動前    | 更動後    | 更動前    | 更動後    |
| ------- | ------- | --------- | --------- | --------- | --------- |
|         |         |           |           |           |           |

最後的訓讀結果：
連字符
連接兩個漢字的一條縱線，表示被連接的字組成一個詞語，用於防止詞語被訓點打斷。

## 文字

### 助字、虛字
| 漢字 | 視為助字，有讀音 | 視為虛字，無讀音 |
| ---- | ---------------- | ---------------- |
|      |                  |                  |
|      |                  |                  |

漢語中所說的文言文助字、虛字，大致等同於日語中所說的和。儘管和都指無實義、起結構作用的漢字，但二者的概念有少許差別。下文以「虛字」為日語的譯語。
助字都有讀音，而虛字在訓讀中本身無讀音，但虛字的存在可能影響其他字的送假名補讀領域（即該漢字訓讀的送假名的以外的、起結構作用的送假名），使得讀音在送假名中體現出來。
助字在訓讀文（訓読文，加了訓點的漢文）中有讀音。而虛字（置き字）在訓讀文中沒有讀音，閱讀時應跳過，因此虛字下不會出現返點。在訓讀體（書き下し文）中，虛字一定不以漢字書寫，助字一般不以漢字書寫，不過也有例外。
然而將漢字視為助字還是虛字卻也並非一成不變，而是會因年代、訓讀者而異。譬如表示「在」的一般視為虛字，但在過去也有視為助字而讀作的。
- ：助字，表否定，讀作或，前方為名詞時，加上斷定助動詞的來補讀而變為；或是否定；或用對應的慣用形容動詞；例如讀作；讀作、讀作形容動詞的否定。現代的地名中亦常見：親不知（註：寫成時讀音相同，但意思是智齒）、不忍池，即。
- ：表承接、遞進、修飾等時為虛字，在前字下補讀送假名（此處泛指動詞的），參見上面一例；表轉折時為虛字，在前字下補讀。但也有作為助字讀作（音，舊作；又音，此時亦可寫作）等其他情況。值得一提的是，讀作，該詞表示「不久、隨後」，但常被誤解為（已經、業已）的強調。
- ：句末語氣詞，一般不讀、不寫。
- ：句末表判斷時一般讀作，可以漢字書寫；作語氣詞、調整音節時一般讀作，不以漢字書寫。
- ：表示「在」時一般視為虛字，加點訓讀時本身不讀，而在目的語下標假名。但也有作為助字讀作的情況。
- ：句末語氣詞，一般讀作。
- ：視情況讀作或。

### 再讀文字
有些漢字在漢文訓讀中要分成兩部分來讀，這類漢字稱為「再讀文字」。
常見再讀文字例：
- ：讀作，其中為接續未然形的否定助動詞。如讀作。又如讀作。（注意訓讀裡的其實是的斷定助動詞，接續體言和連體形，所以必須轉成接續助動詞專用的補助活用連體形）
- ：讀作或，其中為接續體言或是連體形（+格助詞）的比況助動詞。如讀作。
- ：讀作，其中為接續未然形的推量助動詞。如讀作。
- ：讀作，其中是表示「應當」且需以終止形接續（但若是如則是連體形）的推量助動詞。如（《孟子》）讀作。

再讀文字下必有返點，讀法是初次遇到再讀文字時忽略返點而直接讀「初讀」部分，待由返點引導回該字時讀「再讀」部分。

### 書字原則
- 原文（漢文）有的漢字，原則上予以保留（也可適當將一些漢字展開為假名，但此舉被一些專家認為是不尊重原文的做法）；原文沒有的漢字，決不能無中生有[2]。如原文為，則對應的訓讀不能寫作（除非原文是）。
- 讀作、讀作等情況下，訓讀有很多種寫法，可以寫作、等，但不寫作等，因為前者使用的是疊字符號，而後者增加了漢字的數量，違反了不能書寫原文沒有的漢字的原則。
- 絕大多數的助字、虛字（置き字）原則上不以漢字書寫，如應寫作，不寫作*。不過有的情況下，使用漢字還是假名因訓讀者不同而異，例如有些訓讀者會把展開為，而有些訓讀者習慣保留漢字。[2]
- 為了方便閱讀，可以在必要時插入空格來斷詞（一般用半形空格，因爲全形空格會在文字間產生較大空白，不推薦使用）。[2]

## 讀法示例
注意：漢文原本是縱排的，此處改用橫排。相應地，原本偏左的返點改為偏下，上下關係改為左右關係。訓讀文的送假名一般為不帶濁點的舊假名，此處尊重歷史習慣，同時為了方便閱讀，改用帶濁點的舊假名。以下用片假名標註漢字音讀、平假名標註漢字訓讀。
- 被雁点連結的兩字要倒著讀：
原文：（《孟子》）
加返點：
加假名：
读为：

- 雁点僅用於兩字間，故要調轉詞語間順序時不用雁点：
原文：（《漢書·賈誼傳》）
加返點：
加假名：
读为：（通）

- 當有两个及以上连续雁点时，將被雁點連起來的字連續倒读（也可以理解为：从最后一对雁点字开始训读）；當雁點下字亦標有其他返點時，先跳過該字直至找到沒有返點的實字（若有；當沒有時則是這套返點中最後一個字），然後再去按照返點標記的順序返回讀其他字，最後讀雁點上的字。如：
原文：（《論語·顏淵第十二》）
加返點：
加假名：
讀為：（；）

- 當有两个及以上不连续雁点时，分別調轉其順序，互不影響，如：
原文：（《書經·商書·湯誥》）
加返點：
加假名：
读为：

## 電算處理
Unicode中，3190至319F的編碼用於定義上述的返点、連接字與字的縱線等。但是，、等並未收錄。
- ㆐（U+3190）：縱線
- ㆑（U+3191）：
- ㆒ ㆓ ㆔ ㆕（U+3192 - U+3195）：
- ㆖ ㆗ ㆘（U+3196 - U+3198）：
- ㆙ ㆚ ㆛ ㆜（U+3199 - U+319C）：
- ㆝ ㆞ ㆟（U+319D - U+319F）：

## 漢文訓讀體
漢文訓讀形成的日語文體稱為漢文訓讀體（漢文訓読体），是文语体的一種。這種文體相當於用日文詞彙對漢字文本進行直譯，因貼近漢文脈而有強烈的漢文口調，和口語體差別很大。不過漢文訓讀體後來在明治時代成為了官方文體，稱作「標準文」。漢文訓讀體中夾雜的假名一般以片假名表記，這原因僅是片假名較方正，和漢字相類而採用之的緣故。以《教育敕語》為例：
（舊字舊假名，標點係編者所加）
|                          | -{朕󠄁惟フニ、我カ皇祖󠄁皇宗、國ヲ肇󠄁ムルコト宏遠󠄁ニ、德ヲ樹ツルコト深厚ナリ。我カ臣民、克ク忠ニ克ク孝ニ、億兆心ヲ一ニシテ、世世厥ノ美ヲ濟セルハ、此レ我カ國體ノ精華ニシテ、敎育ノ淵源、亦實ニ此ニ存ス。爾臣民、父母ニ孝ニ、兄弟ニ友ニ、夫婦󠄁相和シ、朋友相信シ、恭儉己レヲ持シ、博󠄁愛衆ニ及󠄁ホシ、學ヲ修メ、業ヲ習󠄁ヒ、以テ智能ヲ啓󠄁發シ、德器󠄁ヲ成就シ、進󠄁テ公󠄁益󠄁ヲ廣メ、世務ヲ開キ、常ニ國憲ヲ重シ、國法ニ遵󠄁ヒ、一旦緩󠄁急󠄁アレハ、義勇󠄁公󠄁ニ奉シ、以テ天壤無窮󠄁ノ皇運󠄁ヲ扶翼󠄂スヘシ。是ノ如キハ、獨リ朕󠄁カ忠良ノ臣民タルノミナラス、又󠄂以テ爾祖󠄁先ノ遺󠄁風ヲ顯彰スルニ足ラン。 斯ノ道󠄁ハ、實ニ我カ皇祖󠄁皇宗ノ遺󠄁訓ニシテ、子孫臣民ノ俱ニ遵󠄁守スヘキ所󠄁、之ヲ古今ニ通󠄁シテ謬ラス、之ヲ中外ニ施シテ悖ラス。朕󠄁爾臣民ト俱ニ拳󠄁々服󠄁膺シテ、咸其德ヲ一ニセンコトヲ庶󠄂幾󠄁フ。}- |
| ——明治二十三年十月三十日 | |

文部省標準漢譯（標點係編者所加）
|                            | -{朕惟我皇祖皇宗、肇國宏遠、樹德深厚。我臣民、克忠克孝、億兆一心、世濟其美、此我國體之精華、而敎育之淵源、亦實存乎此。爾臣民、孝于父母、友于兄弟、夫婦相和、朋友相信、恭儉持己、博愛及衆、修學習業、以啓發智能、成就德器、進廣公益、開世務、常重國憲、遵國法、一旦緩急、則義勇奉公、以扶翼天壤無窮之皇運。如是者、不獨爲朕忠良臣民、又足以顯彰爾祖先之遺風矣。 斯道也、實我皇祖皇宗之遺訓、而子孫臣民之所當遵守、通諸古今而不謬、施諸中外而不悖。朕庶幾與爾臣民、俱拳拳服膺、咸一其德。}- |
| ——《漢英法德教育敕語譯纂》 | |

值得注意的是，江戶時代官方文體為候文，明治時代仍是正式書函文體。由於候文也可使用漢文訓讀體，常有人不識、將兩者混為一談。
二戰後，日本政府頒行《日本國憲法》，新頒布的官方文書一律採口語體以便於民眾了解，候文、漢文訓讀體走入歷史。

## 復文
將以漢字、假名混書的漢文訓讀體、回復為漢文的過程稱為。復文時得將假名書寫的實詞改回漢字、適當添加虛字、改換漢文訓讀體中的同音漢字。由於漢文訓讀體未必有「原文」，復文版本會因復文者而異。
前述《教育敕語》標準漢譯與原文的漢字有所出入（如），故並非嚴格意義上的復文。以《大日本維新史》中收錄的《教育敕語》復文版本如下：
《大日本維新史》復文（原文用句讀斷句，今仍其舊）
|                    | -{朕惟。我皇祖皇宗。肇國宏遠。樹德深厚。我臣民。克忠克孝。億兆一心。世濟厥美。此我國體之精華。而敎育淵源。亦實存乎此。爾臣民。孝乎父母。友于兄弟。夫婦相和。朋友相信。恭儉持己。博愛及衆。修學習業。以啓發智能。成就德器。進廣公益。開世務。常重國憲。遵國法。一旦緩急。義勇奉公。可以扶翼天壤無窮之皇運矣。如是。不獨朕忠良臣民。又足以顯彰爾祖先遺風。 斯道。實我皇祖皇宗之遺訓。而子孫臣民所當俱遵守焉。通之古今而不謬。施之中外而不悖。庶幾朕與爾臣民。俱拳拳服膺。咸一其德。}- |
| ——《大日本維新史》 | |

因此，在清末民初梁啟超等人寫了《和文漢讀法》一書，提倡「和文漢讀法」，即只憑簡易日文文法，按漢文訓讀體的一些漢字以中文文法顛倒讀之、推其大意來解讀日文；梁啟超在《論學日本文之益》（1899年）寫道「余輯有《和文漢讀法》一書，學者讀之，直不費俄頃之腦力，而所得已無量矣。」不過，其使用範圍僅限漢文訓讀體，於日文的其他文體（包括現代日語、和漢混淆體）幾乎不能使用。周作人在1936年發表了隨筆《苦竹雜記・和文漢讀法》，認為梁啟超的《和文漢讀法》令人們低估了日文的難度，且「……《和文漢讀法》不能說是全錯。不過這不能應用於別種的文體，而那種漢文調的和文近來卻是漸將絕跡了。」

## 日本以外
韩文在1443年发明谚文之前，对民族语言的记载工具只有汉字。因此韩语对汉字是有训读传统的，只是應用不如日本的漢文訓讀廣泛。例子：
| 吏讀文 | 吏讀替換為諺文 |  |  | 日譯 | 英譯 |
| ------ | -------------- |  |  | ---- | --- |
|        |                |  |  |      | In the moonlit capital Having caroused far into the night. I return home and in my bed Behold, four legs. Two have been mine Whose Sire the other two Two had been mine No, no, they are taken. |

以下為出現於《養蠶經驗撮要》（1415年）中的吏讀用例：
- 漢文：
- 吏讀文（下劃線部份為吏讀）：（漢語直譯：蠶為陽物，因而厭却水氣，喫破桑葉，而不飲水。）
- 將吏讀部分替換為諺文（現代式拼法）：
- 对训读的汉字也标注：

再以《壬申誓記石》里面的文句为例：
- 原文：
- 汉文寫法：
- 韓文：
- 朝漢混用文：
- 对训读的汉字也标注：